# Lepidodactylus guppyi
Espèce
Statut de conservation UICN

 LC  : Préoccupation mineure
Lepidodactylus guppyi est une espèce de geckos de la famille des Gekkonidae.

## Répartition
Cette espèce se rencontre dans l'Archipel Bismarck en Papouasie-Nouvelle-Guinée, aux Salomon et au Vanuatu.
Sa présence en Nouvelle-Guinée est incertaine.

## Étymologie
Cette espèce est nommée en l'honneur d'Henry Brougham Guppy (1854-1926).

## Publication originale
- Boulenger, 1884 : Diagnoses of new reptiles and batrachians from the Solomon Islands, collected and presented to the British Museum by H. B. Guppy, Esq., M.B., H.M.S. Lark. Proceedings of the Zoological Society of London, vol. 1884, p. 210-213 (texte intégral).